# Угаљ у Турској
Преко једне четвртине угља се испоручује од примарне енергије у Турској (Turkey) . Снажно субвенционисана индустрија угља производи преко трећине електричне енергије у земљи  и емитује трећину гасова са ефектом стаклене баште у Турској (TurkeyTurkey). Сваке године, хиљаде људи прерано умире од узрока повезаних са угљем, од којих је најчешће локално загађење ваздуха .
Већина угља ископаног у Турској (Turkey) је лигнит (смеђи угаљ), који загађује више од осталих врста угља. Енергетска политика Турске подстиче рударство лигнита за електране на угаљ како би се смањио увоз гаса ; и угаљ испоручује преко 40% домаће енергетске производње. Рударство је досегло врхунац у 2018. години, са преко 100 милиона тона, и знатно је опало у 2019. За разлику од локалне производње лигнита, Турска (Turkey) увози такође и битуменски угаљ који користи. Највеће угљено поље у Турској је Елбистан (Elbistan).

## Историја

### Рударство и индустрија
Како је Османска морнарица 1840-их проширила флоту на парни погон како би помогла у одбрани Османског царства против ширећег Руског царства (Russian Empire), постао је национални приоритет проналажење домаћих налазишта угља.  Постоји неколико апокрифних прича о открићу угља на обали Црног мора (Black Sea) у садашњој провинцији Зонгулдак (Zonguldak Province) . Извесно је, међутим, да је компанија Ергли Рудник угља (Eregli Coal Mine Company) започела производњу 1842. године и да је угаљ који се вади у Ерегли (Eregli) и Амасри (Amasra) коришћен за гориво на парним бродовима.
Године 1848. Ереглијев угљени базен (који се данас назива  Zonguldak Basin) био је пресликан и тражен од стране султана Абдулмејида ( Sultan Abdulmejid I), који га је касније даo у закуп, углавном страним трговцима. Први купац турске индустрије угља била је Османска морнарица . Међутим, током кримског рата (Crimean War) средином 1850-их, производњом су управљали савезници Отоманског царства, британска краљевска морнарица (British Royal Navy),  а производња се повећавала увозом рударске механизације и обучавањем турских рудара. До 1875. године Османска морнарица постала је трећа по величини у свету и ширење рудника привлачило је раднике ван тог подручја, упркос опасним условима.
Прва електрана на угаљ, електрана Силахтарага (данас културни центар SantralIstanbul ) отворена је 1914. године, а након пораза империје у Првом светском рату и последичном турском рату за независност, нова Република Турска (Republic of Turkey) се додатно индустријализовала као део Ататуркових реформи . Лигнит из Сомe (Soma) испоручио је војску у Првом светском рату  а копање лигнита започело је на неколико других налазишта угља 1927. године. Зонгулдаково угљено поље остаје једини национални извор тешког угља који је био историјски неопходан за производњу челика: његове мине су национализоване 1940. године. Средином 20. века држава је подстакла раст цемента  и производње челика у Зонгулдаку. У касном 20. веку изграђене су многе електране у близини поља лигнита, као што је Елбистанско угљено поље (Elbistan coalfield). 
Почетком 21. века дошло је до све веће спознаје штете коју је угљен нанео јавном здравству. Међутим, турска влада је желела да избегне увоз превише природног гаса, који је у то време био скуп, а снабдевањем је доминирала Русија (Russia). Наставно еколошко кретање није било у стању да спречи изградњу много више електрана на угаљ. Након вишегодишње борбе еколога, стандарди емисија димних гасова коначно су побољшани крајем 2010-те, што је резултирало затварањем неколико старијих постројења. Што се тиче израде челика, већина постројења сада су електричне пећи .

### Грејање и кување у стамбеним објектима
Почев од 19. века, пећи на дрва су заузеле место у традиционалним Анатолским кућама. За грејање је свака соба имала шпорет са димњаком. Након касних 1970-их, кокс је био резервисан за употребу у институцијама као што су школе,био је јефтинији али домаћинства је загађивао. Увоз природног гаса почео је крајем 1980-их  а крајем 2010-их дистрибутивна мрежа гасовода проширена је на преко 80% становништва. Међутим, због енергетског сиромаштва, неки од тих људи су још увек користили угаљ. Већина зграда изграђених крајем 20. века има грејање на гас, а не на угаљ.
У 2020-има, пећи на угаљ и дрва се и даље понекад користе за грејање, посебно у руралним областима, па чак и повремено за кување,  иако су струја и гас из боца доступни свуда. Бесплатни угаљ се испоручује домаћинствима са просечним примањима по особи мањим од једне трећине минималне зараде (мање од 700 лира у 2020. години), чак и у четвртима које имају гас. Концентрација честица у затвореном је највећа зими. Преко три четвртине смртних слуцајева су од угљен-моноксидних пећи: скоро 200 у 2017. години углавном у сиромашнијим руралним срединама.

## Поља и рудници
Турска (Turkey) је од 2017. године била 11. на листи земаља по производњи угља и ископала је 1,3% светског угља, а налазишта лигнита и суб битумена били су распрострањени у целој земљи. Због геологије земље, на 1000 m површине нема чврстог угља који има већу густину енергије (преко 7.250 kcal/kg). Сва лежишта угља су у власништву државе, али више од половине рудника је приватни сектор. У 2017. готово половину турске производње угља минирали су рудници у државном власништву, али влада тражи проширење приватизације. Од 2019. године постоји 436 компанија за вађење угља, 740 рудника угља, а расписује се још дозвола за рударство и истраживање. Међутим, неке компаније за бушење не лицитирају за лиценце јер је истраживање минерала исплативије и у 2018. години многе рударске дозволе комбиноване су с лиценцама за угаљ. Ископавање је документовано у рачунарском систему "e-maden" (на турском језику "маден" значи "рудник"). Рудари угља немају право на штрајк.

### Тврд угаљ
Зонгулдаков басен (Zonguldak basin)на северозападу једини је регион за вађење угља у Турској који производи чврсти угаљ:  око 2 милиона тона годишње  из рудника укључујући Кандили (Kandilli), Амасра (Amasra), Карадон (Karadon), Козлу (Kozlu) и Узулмез(Uzulmez) .  У поређењу са другим земљама, енергетска вредност угља је ниска и износи 4,000 kcal/kg (1,814 kcal/lb) до 6,000 kcal/kg (2,722 kcal/lb). Ниског степена квалитета су кокс или полукокс. Јер постоји толико преступа и савијањa, рударство у региону је веома тешко. Ископавање дугих зидова је неопходно због тектонске структуре шавова.

### Лигнит
У 2018. Турска (Turkey) је била трећа по величини земља за ископавање лигнита  са 7% светске производње. Најзначајнија лежишта лигнита угаљ су положена у геолошком неогенском периоду. Скоро половина резерви лигнита у земљи налази се у сливу Афин-Елбистан (Afsin-Elbistan basin). Лигнитна налазишта укључују Елбистан (Elbistan), Кутахиа Тавсанлı, Инез(Inez), Маниса (Manisa), Ина зı-Баглıк и Гедиз, а 90% производње лигнита је из површинских копова. Локације великих појединих рудника лигнита укључују Тунцбилек у Тавсанлı, Иатаган у близини јужне Егејском мору (Aegean Sea), Иеникои (Yenikoy) у Мугла (Mugla) и Сеиитомер (Seyitomer) у Кутахиа (Kuatahya) ; а ту је и Гилсоните (Gilsonite) рудник у Силопи .  Турски лигнит садржи велики проценат угљеника,  сумпор, пепео, влагу и испарљиве компоненте. Његова калоријска вредност је мања од 12,5 МЈ/kg - а она из Афсин Елбистана (Afsin Elbistan) има мање од 5 МЈ/kg, што је четвртина типичног термалног угља.

### Рударска технологија
Истраживање и истраживање ради Маден Теткик Арама Генел Мудурлугу (Genel Müdürlüğü) (МТА). У 2010.-има је из Кине (China) увезена технологија вађења угља.  Али према енергетском аналитичару Халук Дирескенели (Haluk Direskeneli)  технологија која се увози није погодна за турски угаљ, па се јављају ватросталне дисторзије, а контролни системи и друга опрема пропадају. Каже да технологија циркулираног флуидног слоја (ЦФБ) није погодна јер турски лигнит не сагорева континуирано у комори за сагоревање ЦФБ без додатног течног горива. Према Дирескенелијевом мишљењу, „локални угљен улази у комору за сагоревање као лед зими и као блато љети“, тако да би се садржајем воде у домаћем угљу требао смањити предгријавањем.
Од 2018. године еколошки прописи за руднике угља и даље заостају за међународним стандардима, упркос побољшањима. Од 2019. године планирано је проширење капацитета за прање угља заједно са истраживањима ублажавања загађења и гасификације лигнита.

## Здравље и безбедност
Истанбулски центар за политику процјењује да сваке године у Турској угаљ узрокује најмање 2800 превремених смрти, изгуби се 637 000 радних дана и 3,6 милијарди еура додатних трошкова. Иако постоје забринутости због загађења земље   и воде , већина смрти повезаних са угљем узрокована је погоршањем загађења ваздуха у Турској .

### Здравље и сигурност радника
Након смрти преко 300 људи у катастрофи мина Сома (Soma mine disaster) 2014. године, су уведени нови здравствени и безбедносни прописи. Од 2018. године, већина рударских несрећа догађа се у рудницима угља, али разлози за лошу сигурност рударства у Турској нису сасвим јасни.  Влада је ограничила приступ статистици о незгодама на радном месту, али се сматра да је вађење угља сектор економије који је највише подложан несрећама. у 2018-ој смртни случајеви настали од угља и даље се дешавају у илегалним коповима . Рудари угља трпе респираторне болести као што су црна плућа, хронична опструктивна плућна болест,  болови у леђима, пародонтална болест  и друга обољења; и повећан ризик од респираторних инфекција као што је коронавирусна болест 2019 .

### Загађење ваздуха
Загађење ваздуха из неких великих електрана на угаљ је јавно видљиво у сателитским подацима Сентинела (Sentinel). Организација за економску сарадњу и развој (OECD) каже да старе електране на угаљ и грејање стана испуштају опасне нивое ситних честица: зато препоручује смањење емисије честица заменом угља који се користи за грејање станова гасом и накнадном опремом или затварање старих електрана на угаљ. Иако турска влада прима извештаје о мерењима загађења ваздуха из димњака појединих електрана на угаљ, она не објављује извештаје, за разлику од ЕУ (EU). ОЕЦД (OECD) је такође препоручио Турској (Turkey) да створи и објави регистар испуштања и преноса загађивача .
Границе емисије димних гасова у милиграмима по кубном метру (mg/Nm 3 ) су:
| Величина електране        | Прашина | СО 2                | НЕ 2                | CO  |
| ------------------------- | ------- | ------------------- | ------------------- | --- |
| 0,5 МW ≤ капацитет <5 МW  | 200     | види цитирани извор | види цитирани извор | 200 |
| 5 МW ≤ капацитет <50 МW   | 150     | види цитирани извор | види цитирани извор | 200 |
| 50 MW ≤ капацитет <100 МW | 50      | 850                 | 400                 | 150 |
| снага ≥ 100 МW            | 30      | 200                 | 200                 | 200 |

Неким биљкама недостају електростатички филтeри за таложење . Министар за заштиту животне средине Мурат Курум (Murat Kurum) рекао је у децембру 2019. године да уколико постројења која испуштају прекограничне вредности у првој половини 2020. године инсталирају потребне филтере, суочиће се са новчаним казнама, национализацијом или затварањем. Ограничења су мања од ЕУ директиве о индустријским емисијама и ограничења СО 2 за велике електране на угаљ у другим земљама, попут Индије (India), на 100 mg/m³, а Кина (China) на 35 mg/m³ .
Од 2018. године загађење ваздуха у областима у близини електрана на угаљ увелико прелази националне границе ПМ10 (грубе честице) и СО2. У округу Елбистан (Elbistan), просечне вредности ПМ10 су преко три пута више од регулаторне границе, а у Соми СО2 просечно су и преко четири пута већи од границе. Од 2019. године, према Гринпеацеовој (Greenpeace) загађености ваздуха око електрана у провинцији Кутахиа (Kutahya Province), била је три пута већа од препоручених граница Свјетске здравствене организације. Од 2020. нема ограничења за ПМ2.5.
Окружење
Утицај индустрије угља на животну средину је и локални и међународни.

### Ефекат стаклене баште
Изгарање угља емитирано преко 150   Мт CO2 у 2018. години,  око трећине турског стакленичког плина.  Мере се емисије из појединих електрана преко 20 МВ. Емисије у турским електранама на угаљ из животног циклуса су више од 1   кг CO<sub id="mwAbE">2</sub> еквивалента по киловатсату. Процјена утицаја на животну средину (ЕИА) за предложену електрану Афсин-Елбистан Ц процијенила је {\displaystyle {\ce {CO2}}} </br> {\displaystyle {\ce {CO2}}} емисије би биле више од 60   милион тона {\displaystyle {\ce {CO2}}} </br> {\displaystyle {\ce {CO2}}} годишње.  Поређења ради, укупна годишња емисија гасова са ефектом стаклене баште у Турској износи око 520   милион тона; према томе, више од десетине емисија гасова са ефектом стаклене баште из Турске произлази из планиране електране.  
Метан угља из 2019. године остаје изазов за животну средину, јер га је уклањање из подземних рудника сигурносни услов, али ако се одводи у атмосферу, то је моћан стакленички гас.

### Потрошња воде
Будући да турске електране на лигнит морају бити врло близу својих рудника да би се избјегли прекомјерни трошкови транспорта лигнита, углавном су у унутрашњости (види карту активних електрана на угаљ у Турској ). У електранама на угаљ може бити потребна велика количина воде за постројење за циркулацију воде  и прање угља ако је потребно. У Турској се користи слатка вода због локација биљака. Између 600 и 3000 кубних метара воде се користи по произведеној ГВх, много више од енергије сунца и ветра. Ова интензивна употреба довела је до несташица у оближњим селима и пољопривредним површинама.

## Потрошња
Количина утрошеног угља у 2017. била је више од четвртине већа од износа у 2012. години, али је угаљ чинио око 30% примарне енергије Турске у обе године. У 2018. години 80% угља коришћено је за производњу енергије у електранама на угаљ у Турској, 14% у индустрији, а 6% у зградама. У апсолутним бројевима за 2018. годину, 13 Мтое тврдог угља коришћено је за производњу електричне и топлотне енергије; 4 Мтое, у коксним пећницама; 2 Мтое, за грејање куће; 2 Мтое, у производњи цемента; и 1 Мтое је коришћено за гвожђе и челик. У 2018. години 12 Мтое лигнита коришћено је за производњу електричне и топлотне енергије, 2 Мтое у индустрији, а 1 Мтое је коришћено за грејање кућа.  Електране на лигнит нису постале продуктивније између 2009. и 2018. али три четвртине тежине угља спаљеног у турским електранама је лигнит.

## Субвенције
Као потписница Конвенције о биолошкој разноликости (Аицхи Таргет 3), Турска се обавезала да ће до 2020. укинути штетне субвенције за животну средину, укључујући оне на фосилна горива. Међутим, угљен је и даље нај субвенционисани извор електричне енергије у Турској. Према 2020. години, према карбон Тракеру, и нова ветра и соларна енергија била су јефтинија од изградње нових електрана на угаљ; и предвиђају да ће ветар постати јефтинији од постојећих електрана угља 2027, а соларни 2023. Електране на лигнит добијају вишеструке субвенције за изградњу   и рад. Специфични програми субвенција укључују одрицање од пореза на додату вредност, надокнађивање трошкова улагања и умањења пореза.
| Инструмент                                                      | Производња угља | Снага на угаљ | Потрошња угља       |
| --------------------------------------------------------------- | --------------- | ------------- | ------------------- |
| Фискална подршка (прорачунски трансфери и ослобађање од пореза) | 947             | 31            | 1,287               |
| Улагање у државна предузећа                                     | 198             | 953           | није идентификовано |

У 2019. години, турска влада је подржала нацрт закона о субвенционисању ископавања угља уз вишеструке економске подстицаје. Рударске и угљене електране финансира Турски фонд за богатство, али они то не описују као субвенцију и планирају да исплате дивиденде у благајну до 2025. године. Kарбон Тракер је 2020. проценио да је просечна флота угља профитабилност је 24 $/МWh и да четвртина електрана имају негативан проток новца. 

### Капацитети механизма
У 2019. години велике станице за спаљивање лигнита субвенционисане су с механизмима за исплате капацитета у укупној вриједности од скоро милијарду лира .  За разлику од нове соларне и ветроелектране на турском тржишту електричне енергије, о њима није одлучено обрнутим аукцијама, већ их је утврдила влада, а управљање потражњом енергије није прихватљиво. Субвенција се наставља у 2020. години и 13 електрана на угаљ добило је јануарске исплате.
Цена електричне енергије произведене из домаћег угља прилагођава се према индексу потрошачких цена, индексу цена произвођача и курсу долара, а плаћа их државна електроенергетска компанија приватним електранама.

## Предузећа
Између 2008. и 2018, индустрија угља делимично је приватизована; ипак су државне компаније ископале преко половине укупне количине турског угља у 2018. години. Турско тијело за управљање угљем (ТКИ) посједује руднике лигнита, а турска предузећа за чврсти угаљ (ТТК) посједују руднике тврдог угља.
Неколико компанија стекло је рударска права на пољима тврдог угља: Ердемир Маденцилик, подружница турског аутономног војног пензијског програма; Оиак; Тумас, подружница Берекет холдинга, и енергетска компанија Емса Енерји. У 2019. приватне компаније су ТТК-у исплатиле више од 20 милиона лирија на име. Поља од лигнита пренета су у Имбат Маденцилик (Imbat Madecnilik), Фернас Холдинг (Fernas Holding), Демир Екпорт (Demir Export) и грађевинску групу Иапи Тек (Yapi Tek). Друга компанија, Пољак Еинез (Polyak Eynez), развија рудник тврдог лигнита у близини Измира који је планиран да буде најдубљи у земљи  и припадајућу електрану. Ерен Холдинг(Eren Holding) држи највећу количину капацитета за производњу угља, 2.790 мегавата  у енергетском комплексу ЗЕТЕС у Зонгулдаку. Неколико компанија поседује више од гигаватног капацитета за производњу угља: ИЦ Ицтас Енерји, државна компанија за производњу електричне енергије (ЕУАС); Кониа Чекер, компанија у власништву компаније Анадолу Бирлик Холдинг; ЕРГ Електрик; Дилер Холдинг; Целиклер Холдинг и Цинер Холдинг. Међутим, информације о дозволама за рударство које влада држи у бази е-маден не објављују се јавности.
Крајем 2010-их, влада је покушала лицитирати рударске дозволе приватним компанијама под условом да граде зграде у близини електрана  али аукције су изазвале мало интереса  јер је валута ослабила.  Такође је влада покушала да приватизује 290 МВ електране Иунус Емре, али она остаје у јавном власништву. Иако је лигнит загађујући од већине других врста угља, влада је покушала да убеди друге електране на угаљ да се претворе у лигнит како би смањили трошкове увоза. Криза валуте у Турској за 2018. годину и рецесија цоронавируса за 2020. годину повећали су трошкове за рударске компаније и повећали потешкоће у добијању банкарских кредита, претећи индустрији угља.   Турске енергетске компаније банкама дугују више од 50 милијарди америчких долара. Конкретно, Анадолу Бирлик Холдинг има дуг од милијарду долара.

### Међународне инвестиције
Турска компанија Иıлмаден стекла је права на вађење угља у Колумбији .  Компаније са седиштем у Турској граде електране на угаљ у другим земљама као што је Шри Ланка  а национална еким банка још увек је спремна да финансира снагу угља ако је Ултра супер критична са емисијама <750 г ЦО2 / кВх. Кинеска државна предузећа и компаније које улажу у пројекте напајања угљем  укључују Схангхаи Елецтриц Повер, који је главни инвеститор у електрану Емба Хунутлу која се гради у провинцији Адана .

## Увоз
У 2019. години увезено је око 32 милиона тона, 3% светског угља  а 2018. године потрошено је 4,4 милијарде УСД. Увозни угаљ производи око четвртине националне енергије: више од локалног угља. Договор о царинској унији са ЕУ укључује билатералне трговинске концесије на угаљ. Највећи добављач у 2019. години била је Колумбија са 17,5 Мт. Руски је други највећи снабдевач, а његов угаљ може постати конкурентнији када се заврше побољшања луке Таман 2020. године или када неки уговори истекну 2021. године.
У 2019. години највећи добављач коксног угља била је Аустралија, а кокс увезен из Русије и Кине. Ажурирано: 2018.   ако је увозна цена термалног угља нижа од 70 америчких долара / тона ( фоб ) држава наплаћује разлику као увозне царине. Године 2020. коксни угаљ коштао је око 130 УСД / тону. Постоје билатералне трговинске концесије са ЕУ о производима угља. Антрацитни угаљ из Донбаса, региона у Украјини, извози се (наводно илегално) у Турску. Антрацит се транспортује кроз руске луке Азов (Azov) и Таганрог (Taganrog) до турског града Самсуна (Samsun).

## Политика
Од 2020. године Зафер Сонмез (Zafer Sonmez), генерални директор турског сувереног фонда за богатство, жели да инвестира у угљен: моћ угља је део националне енергетске стратегије, али приватни сектор неће улагати у њега без значајне државне подршке. Према Умит Сахину, који предаје климатске промене на Универзитету Сабанц (Sabanci University), Турска се не суочава са реалношћу да ће већина угља морати да се остави у земљи и ризикује да изгуби приступ међународним климатским финансијама ако земља не планира брзо излазак из угаљ.
Многе локалне заједнице снажно се противе електранама на угље  и рудницима, понекад подузимајући законске мјере против њих. Од краја 2000-их, становници Амасре снажно су се борили против успостављања електране на угаљ у близини града; отказано је. У округу Алпу, локално становништво региона победило је у судској битци 2018. године како би спречило изградњу новог рудника угља; 14. вијеће Државног вијећа пресудило је да се рудник може изградити само уз извјештај о околишу. Турски активисти су такође спровели своју кампању на међународним конференцијама. Ипак, у 2019. само 36 од 600 чланова парламента гласало је за смањење лимита емисије у електранама.

## Испуштање угља
Пет старих биљака ( Афсин-Елбистан А, Сеиитомер, Тунцбилек, Кангал и Цаталагзı) затворено је 2020. године, јер нису испуниле нове границе загађења. Земља је девети највећи потрошач угља на свету, слично Пољској и Немачкој, али Немачка има развијеније планове за обуставу угља  - област за планирану сарадњу. Што се тиче енергетских ресурса, Шпанија (Spanish)  је сличнија, има хидроенергетску енергију и обилује сунчеву светлост, а њен прелазак из угља такође би могао да буде модел. Турска индустрија има искуства у претварању угља у солар ван земље.
2019. године, ОЕЦД је саопштио да турски програм за изградњу електрана на угаљ ствара висок ризик од затварања угљеника због великих капиталних трошкова и дугог животног века инфраструктуре. Такође је навела да енергетске и климатске политике које у будућности не буду усклађене могу спречити неки капитал да оствари економски поврат због преласка на економију са ниским удјелом угљеника . Уз то, предвиђа се да ће нова ветроелектрана или соларна енергија бити јефтинија од нових електрана на угаљ до 2022. године помоћу истраживачког резервоара Царбон Трацкер . Предвиђа се да ће просечна турска електрана на угаљ имати веће дугорочне оперативне трошкове од нових обновљивих извора до 2023. године  а свих обновљивих извора до 2030. године.

### Радни однос
До краја 2017. године, индустрија обновљивих извора енергије запошљавала је 84.000 људи, док је у експлоатацији угља запослено 10.000 на 13 радних места у јавном сектору и 26.000 на 430 радних места у приватном сектору. У 2019. години минимална плата за рударе угља била је 4,059 лира (700 Долара) месечно, двоструко више од стандардне минималне плате.
Због сложене геологије басена Зонгулдак (Zonguldak basin), производња тврдог угља у Турској је безначајна, високо субвенционисана и напорна. Међутим, провинција Зонгулдак је високо зависна од угља: ажурирано: 2018.   , већина радника у граду Зонгулдак била је запослена у индустрији угља. Упркос томе, ажурирано: 2020.   , Турска није спровела политику праведне транзиције, иако је влада за то говорила у 2015. години. Три електране на угаљ, које се налазе у провинцији Мугла, Јатаган (Yatagan), Јенкиној (Yenikoy) и Кемеркои (Kemerkoy), постају застареле. Тренутно је старим постројењима потребна обнова како би се испуниле надолазеће локалне границе загађења ваздуха. Мрежа за климатске акције Европа препоручује да их се искључи уместо обнављања уколико се субвенције прерасподељују локално као економски изведива опција. Међутим, ако би постројења и повезани рудници лигнита били затворени, око 5000 радника требало би финансирање за рано пензионисање или преквалификацију. Било би и здравља  и користи за животну средину  али то је тешко квантификовати јер је у Турској јавно доступно врло мало података о локалном загађењу биљкама и рудницима.  У близини рудника Зонгулдак и електране на угаљ запошљава се већина радника у округу Сома .